# Episodi di SpongeBob (quinta stagione)
La quinta stagione di SpongeBob è andata in onda negli USA dal 19 febbraio 2007 al 19 luglio 2009. In Italia è stata trasmessa in prima visione assoluta dal 17 marzo al 27 giugno 2008, su Italia 1.
| nº  | nº | Titolo originale                 | Titolo italiano                        | Prima TV USA      | Prima TV Italia  |
| --- | -- | -------------------------------- | -------------------------------------- | ----------------- | ---------------- |
| 81  | 1  | Friend or Foe                    | L'infanzia di Kreb e Plankton          | 13 aprile 2007    | 17 marzo 2008    |
| 81  | 1  | Friend or Foe                    | L'infanzia di Kreb e Plankton          | 13 aprile 2007    | 18 marzo 2008    |
| 82  | 2  | The Original Fry Cook            | Il primo cuoco del Krasti Krab         | 30 luglio 2007    | 19 marzo 2008    |
| 82  | 2  | Night Light                      | Luci nella notte                       | 30 luglio 2007    | 20 marzo 2008    |
| 83  | 3  | Rise and Shine                   | Il risveglio di Patric                 | 19 febbraio 2007  | 21 marzo 2008    |
| 83  | 3  | Waiting                          | Un regalo sofferto                     | 19 febbraio 2007  | 21 marzo 2008    |
| 83  | 3  | Fungus Among Us                  | Prurito dilagante                      | 29 settembre 2007 | 25 marzo 2008    |
| 84  | 4  | Spy Buddies                      | Le due spie                            | 23 luglio 2007    | 26 marzo 2008    |
| 84  | 4  | Boat Smarts                      | Scuola guida                           | 23 luglio 2007    | 19 maggio 2008   |
| 84  | 4  | Good Ol' Whatshisname            | Un premio ambito                       | 23 luglio 2007    | 19 maggio 2008   |
| 85  | 5  | New Digs                         | SpongeBob cambia casa                  | 25 luglio 2007    | 20 maggio 2008   |
| 85  | 5  | Krabs a la Mode                  | La guerra del termostato               | 25 luglio 2007    | 21 maggio 2008   |
| 86  | 6  | Roller Cowards                   | Un gioco spaventoso                    | 27 luglio 2007    | 22 maggio 2008   |
| 86  | 6  | Bucket Sweet Bucket              | Rinnovo locale                         | 27 luglio 2007    | 23 maggio 2008   |
| 87  | 7  | To Love a Patty                  | Amare un Krabby Patty                  | 26 luglio 2007    | 26 maggio 2008   |
| 87  | 7  | Breath of Fresh Squidward        | Il nuovo Squiddi                       | 26 luglio 2007    | 27 maggio 2008   |
| 88  | 8  | Money Talks                      | Il denaro parla                        | 31 luglio 2007    | 28 maggio 2008   |
| 88  | 8  | SpongeBob vs. the Patty Gadget   | SpongeBob contro la macchina dei Patty | 31 luglio 2007    | 28 maggio 2008   |
| 88  | 8  | Slimy Dancing                    | La gara di ballo                       | 31 luglio 2007    | 29 maggio 2008   |
| 89  | 9  | The Krusty Sponge                | Il critico culinario                   | 24 luglio 2007    | 4 giugno 2008    |
| 89  | 9  | Sing a Song of Patrick           | La canzone di Patric                   | 19 febbraio 2007  | 5 giugno 2008    |
| 90  | 10 | A Flea in Her Dome               | L'invasione delle pulci                | 1º agosto 2007    | 6 giugno 2008    |
| 90  | 10 | The Donut of Shame               | La ciambella della vergogna            | 1º agosto 2007    | 9 giugno 2008    |
| 90  | 10 | The Krusty Plate                 | Una macchia ostinata                   | 1º agosto 2007    | 9 giugno 2008    |
| 91  | 11 | Goo Goo Gas                      | Il gas della giovinezza                | 19 luglio 2009    | 10 giugno 2008   |
| 91  | 11 | Le Big Switch                    | Cucina francese                        | 29 settembre 2007 | 11 giugno 2008   |
| 92  | 12 | Atlantis SquarePantis            | L'amuleto di Atlantide                 | 12 novembre 2007  | 9 febbraio 2009  |
| 92  | 12 | Atlantis SquarePantis            | L'amuleto di Atlantide                 | 12 novembre 2007  | 10 febbraio 2009 |
| 92  | 12 | Atlantis SquarePantis            | L'amuleto di Atlantide                 | 12 novembre 2007  | 11 febbraio 2009 |
| 92  | 12 | Atlantis SquarePantis            | L'amuleto di Atlantide                 | 12 novembre 2007  | 12 febbraio 2009 |
| 93  | 13 | Picture Day                      | Il giorno della foto                   | 2 agosto 2007     | 12 giugno 2008   |
| 93  | 13 | Pat No Pay                       | Patric non paga                        | 2 agosto 2007     | 12 giugno 2008   |
| 93  | 13 | BlackJack                        | Un terribile cugino                    | 2 agosto 2007     | 13 giugno 2008   |
| 94  | 14 | Blackened Sponge                 | L'occhio nero                          | 3 agosto 2007     | 16 giugno 2008   |
| 94  | 14 | Mermaid Man vs. SpongeBob        | La pubblicità                          | 3 agosto 2007     | 17 giugno 2008   |
| 95  | 15 | The Inmates of Summer            | La colonia estiva                      | 23 novembre 2007  | 18 giugno 2008   |
| 95  | 15 | To Save a Squirrel               | Lotta per la sopravvivenza             | 23 novembre 2007  | 19 giugno 2008   |
| 96  | 16 | Pest of the West                 | SpongeBob la peste del West            | 11 aprile 2008    | 30 maggio 2008   |
| 96  | 16 | Pest of the West                 | SpongeBob la peste del West            | 11 aprile 2008    | 3 giugno 2008    |
| 97  | 17 | 20,000 Patties Under the Sea     | 20.000 panini sotto i mari             | 23 novembre 2007  | 20 giugno 2008   |
| 97  | 17 | The Battle of Bikini Bottom      | Viva l'amicizia                        | 23 novembre 2007  | 23 giugno 2008   |
| 98  | 18 | What Ever Happened to SpongeBob? | Fuga da Bikini Bottom                  | 13 ottobre 2008   | 13 febbraio 2009 |
| 98  | 18 | What Ever Happened to SpongeBob? | Fuga da Bikini Bottom                  | 13 ottobre 2008   | 16 febbraio 2009 |
| 99  | 19 | The Two Faces of Squidward       | I due volti di Squiddi                 | 23 novembre 2007  | 24 giugno 2008   |
| 99  | 19 | SpongeHenge                      | La canzone delle meduse                | 23 novembre 2007  | 25 giugno 2008   |
| 100 | 20 | Banned in Bikini Bottom          | Il Krasti Krab clandestino             | 23 novembre 2007  | 26 giugno 2008   |
| 100 | 20 | Stanley S. SquarePants           | Il cugino Stanley                      | 23 novembre 2007  | 27 giugno 2008   |

## L'infanzia di Krab e Plankton
In un fast-food di Encino, Patchy è impegnato come cuoco in una cucina, ma i suoi hamburger hanno uno scarso successo. Distrutto, fa cominciare l'episodio.
Al Krusty Krab arriva una torta per Mr. Krab, ma è un altro trucco di Plankton per ottenere la ricetta del Krabby Patty. Krab lo mette fuori gioco, ma, a un certo punto, con grande stupore di tutti, il granchio racconta che in passato, negli anni 50, lui e Plankton sono stati migliori amici. Krab e Plankton, tuttavia, raccontano storie diverse su come è nata la loro inimicizia, ma arriva Karen che racconta come sono andate le cose: i due ebbero un brusco litigio; Plankton se ne uscì sbattendo la porta e, nell'impasto per gli hamburger, caddero vari ingredienti che, combinati insieme, crearono il Krabby Patty. Mr. Krab, da emarginato della scuola, divenne il più popolare. Da allora Krab e Plankton divennero rispettivamente ossessionati dal denaro e dalla ricetta segreta del Krabby Patty. La visione di ciò apparentemente fa riflettere i due sull'interruzione della loro amicizia, ma invece Plankton riprova a rubare la ricetta segreta, e SpongeBob e Krab lo inseguono.
Intanto, Patchy scopre che in cucina è stato rimpiazzato da un gorilla, che lo attacca tirandogli addosso hamburger. Il narratore francese congeda lo spettatore dicendogli di seguire i propri sogni, ma "se sei come Patchy, rimani a letto".

## Il primo cuoco del Krusty Krab
Una limousine dorata arriva al Krusty Krab, da cui scende Jim, colui che è stato il primo cuoco del locale. SpongeBob è stupito dall'abilità del suo predecessore e, non sentendosi all'altezza, decide a malincuore di dimettersi dal suo impiego, ma Jim chiarisce il fraintendimento dicendogli che non intende affatto rimpiazzarlo e che ha lasciato il Krusty Krab perché Mr. Krab non lo retribuiva a dovere. Asserisce che SpongeBob può diventare un grande cuoco quando lascerà il Krusty Krab.

## Luci nella notte
Dopo aver letto una storia del terrore di notte, SpongeBob ha paura del buio (quella che si chiama acluofobia o nictofobia). La sera dopo infatti compra moltissime lucine, che attirano Patrick, il quale finisce per farsi influenzare da SpongeBob. I due rubano quindi varie luci; tra di esse c'è un faro, il quale, bucando il tetto della casa-ananas, proietta una "M" che attira l'attenzione di Waterman & Supervista. Poco dopo l'arrivo dei supereroi, la luce del faro attira il più atavico dei rivali di Waterman: una falena. L'anziano giustiziere lo insegue, ma si stanca, così SpongeBob lo intrappola dentro al faro, ma la falena se lo porta via insieme alla casa di SpongeBob. I due, rimasti senza casa, piangono fino a quando il Sole sorge. Patrick va a toccarlo, sebbene SpongeBob cerchi di fermarlo, e finisce per bruciarsi il didietro.

## Il risveglio di Patric
SpongeBob si sveglia e si domanda come se la cavi Patrick al mattino. Nel frattempo a casa di quest'ultimo suona la sveglia, ma Patrick non sa da dove provenga il suono e inizia a impazzire. L'ottusa stella decide poi di far colazione: dopo aver preso una lattina di coralli dalla dispensa, cerca di far fuoriuscire la colazione in vari modi assurdi, finché frustrato lancia la lattina contro la sveglia, che ancora suona: il cibo fuoriesce. Patrick inizia poi a far colazione guardando la TV, ma ingoia anche la sveglia. Realizzando di essere in ritardo, si alza dalla poltrona e inciampa nel sotterraneo, rimbalzando dappertutto e mettendosi i bermuda. Alla fine Patrick esce dalla roccia e incontra SpongeBob, che gli chiede come è andato il risveglio. L'ottusa stella risponde "come al solito".

## Un regalo sofferto
SpongeBob compra una scatola di cereali e sulla confezione trova scritto, che, spedendo i 99 tagliandi, può ricevere in regalo per corrispondenza un giocattolo. SpongeBob spedisce i tagliandi e si piazza fuori casa per aspettare il postino. A poco a poco che il tempo passa, SpongeBob diventa sempre più impaziente e irritabile, arrivando a bistrattare orribilmente chiunque gli si avvicini, soprattutto Patrick, che aspetta con lui il pacco tanto penato. Alla fine il pacco, con all'interno una ranocchietta giocattolo, arriva. Patrick preme però il bottone, "rompendo" il gioco. SpongeBob prima sbraita inviperito addosso a Patrick, e poi si mette a piangere, facendo piangere anche l'amico. Fortunatamente arriva Squiddi, che "ripara" il gioco, rivelando che non era rotto ed era così che funzionava.

## Prurito dilagante
SpongeBob contrae un'infezione pruriginosa e, nonostante continui a grattarsi, va al lavoro senza avvedersi di nulla. Squiddi chiama così la squadra igienica, che mette SpongeBob in quarantena per evitare che il contagio continui. Ma il fungo pruriginoso ha infettato Squiddi e il prurito di SpongeBob si diffonde a macchia d'olio in tutto il Krusty Krab. Trasportato da Patrick in una bolla di sapone, SpongeBob arriva al lavoro in condizioni pietose e al locale tutti attaccano la spugna, indicata da Squiddi come primo responsabile dell'epidemia. Così la sua bolla scoppia e tutti si ritrovano coperti di fungo pruriginoso. Arriva però Gary, che, mangiando il fungo, riporta tutti come prima.

## Le due spie
Mr. Krab sospetta che Plankton stia escogitando un piano per rubare la ricetta del Krabby Patty, così ingaggia SpongeBob e Patrick per pedinarlo in modo da scoprire cos'ha in mente. Dopo molti infruttuosi tentativi con il loro armamentario da spie, i due lo combattono con un dirigibile. Infine Krab rivela che in realtà si erano scambiati i ruoli fin dall'inizio per una scommessa.

## Scuola guida
L'episodio consiste in un filmatino amatoriale che dà un esempio di ottimo guidatore (con Squiddi) e un esempio di pessimo guidatore (con SpongeBob). Passo dopo passo, lezione dopo lezione, risulta ben chiaro che a causa del guidatore imprudente saranno principalmente gli altri a rimetterci le penne.

## Un premio ambito
Mr. Krab offre un premio a SpongeBob e Squiddi: una vacanza lussuosa ai tropici, testimoniata da un apposito opuscolo. Per aggiudicarselo, dovranno imparare tutti i nomi dei clienti del Krusty Krab. SpongeBob ha un libro con tutti i nomi, che Squiddi sbircia, imparandoli tutti anche lui. A un certo punto arriva un misterioso e scontroso cliente, che dice a Squiddi che il suo nome è "What Zit Tooya" (in italiano "Non-sono-affari-tuoi"). Squiddi non è convinto della risposta e attua piani estremi per sapere il nome del bisbetico, arrivando anche a rubargli il portafogli per scoprirlo. Anche la patente di guida dice che si chiama What Zit Tooya (che letteralmente significa what's it to you?, ovvero "cos'è per te?"). Squiddi viene portato in prigione per il furto del portafogli e lì scopre che il vero premio era solo il dépliant della vacanza lussuosa, aggiungendo perciò la beffa al danno.

## SpongeBob cambia casa
SpongeBob arriva al lavoro con un minuto di ritardo, cosa che lo turba. Quella sera, Squiddi gli suggerisce di andare a vivere nel Krusty Krab, cosa che SpongeBob esegue alla lettera. Così facendo però SpongeBob inizia a portare in malora il fast food trasformandolo in una casa; quando la situazione degenera Mr. Krab gli ordina di andarsene subito alla sua vera casa. Arrivato a casa, SpongeBob si mette a suonare la batteria: Squiddi si spaventa e si trasferisce in fretta al Krusty Krab.

## La guerra del termostato
Nonostante sia una giornata particolarmente fredda, Mr. Krab tiene la temperatura interna del Krusty Krab a 62 °F (16,7 °C) e guai a chi tocca il suo termostato. Quella notte Plankton manomette il termostato, abbassando la temperatura a -15 °F (-26,1 °C), e lascia sul termostato un bigliettino con scritto "62 gradi". Krab però non se ne avvede, finendo con attirare involontariamente più clienti. Intanto Plankton si reca al Krusty Krab, dove rivela a Krab l'inganno; inizia quindi un'accanita guerra a colpi di termostato, dove sarà il crostaceo ad avere la meglio. Infine col ghiaccio sciolto il Krusty Krab diventa una sorta di locale-piscina.

## Un gioco spaventoso
SpongeBob e Patrick scoprono che al Glove World, il loro luna park preferito, è arrivata una nuova attrazione da brivido: il "Fiammeggiante pugno di terrore". I due inizialmente hanno paura e non vogliono salire, tuttavia nessuno ha il coraggio di ammetterlo, perché ognuno pensa di deludere l'amico. Cinque minuti prima della chiusura del parco, SpongeBob e Patrick decidono di salire sull'attrazione e, in questo frangente, ognuno rivela all'altro il proprio "segreto", ma ormai è troppo tardi e la giostra parte. Ciononostante, dopo aver fatto il giro, i due amici sono contenti di aver sconfitto la loro paura.

## Rinnovo locale
Plankton deve ristrutturare l'interno del Chum Bucket, pieno di muffe e ragnatele. Non riuscendo a lavorare a causa delle sue dimensioni, appioppa a SpongeBob e Patrick il lavoro, a cui in seguito si unisce anche Squiddi. Dal momento che Mr. Krab è assente, Plankton decide di sfruttare la situazione per provare un'ennesima volta a rubare la ricetta segreta del Krabby Patty, ma viene ostacolato da SpongeBob, che vuole avere qualcosa da bere. Le tubature del Chum Bucket sono però arrugginite, così SpongeBob le sostituisce con quelle del Krusty Krab. In seguito SpongeBob e Patrick costruiscono un nuovo "Chum Bucket", prelevando i pezzi dal Krusty Krab e rendendolo uguale a quest'ultimo. Nel frattempo Plankton, con varie difficoltà, riesce a entrare nella cassaforte di Krab, ma trova una lista delle cose da fare. Al suo ritorno, Mr. Krab rimette al posto giusto il Krusty Krab, dopodiché rivela di essersi portato dietro la cassaforte con la ricetta segreta e Plankton si scaraventa via da solo. Nell'ultima scena, Squiddi ha trasformato il Krusty Krab in un ristorante di lusso utilizzando le fondamenta e le pareti del Chum Bucket.

## Amare un Krabby Patty
SpongeBob crea un Krabby Patty così perfetto che finisce letteralmente per innamorarsene. Presto però il Krabby Patty marcisce, diventando un rivoltante panino con vermi, carne rancida e persino larve di mosca. SpongeBob, realizzando che i panini vanno "amati e mangiati", mangia il suo Krabby Patty, ma, essendo andato a male, la spugna ha una nausea terribile.

## Il nuovo Squiddi
Per allontanare SpongeBob e Patrick, Squiddi mette intorno a casa sua una recinzione elettrificata. Dopo essere rimasto fulminato, il polpo diventa improvvisamente dolce, simpatico e gentile. All'inizio SpongeBob è contento, ma quando il "nuovo" Squiddi  gli porta via la carriera da impiegato del mese al Krusty Krab e probabilmente anche le amicizie, la spugna si spazientisce, rimproverando Squiddi in modo freddo e aspro davanti agli occhi di tutti. Nel tentativo di scusarsi del suo pessimo comportamento, SpongeBob rimane accidentalmente fulminato dalla recinzione messa intorno alla casa di Squiddi, insieme a Patrick e a Squiddi stesso. Dopo l'esplosione del generatore a causa di un sovraccarico, SpongeBob, Patrick e Squiddi diventano improvvisamente burberi e rabbiosi, iniziando così a litigare.

## Il denaro parla
Mr. Krab afferma che "il denaro parla" e che un suo grande desiderio è quello di poterci parlare veramente. L'Olandese Volante esaudisce il suo desiderio e quindi Krab comincia a parlare col suo denaro, solo che alla lunga il suo sogno diviene difatti un incubo: i soldi del granchio vogliono infatti essere spesi e lui non vuole. L'Olandese Volante allora revoca il desiderio.

## SpongeBob contro la macchina dei Patty
Patchy il pirata narra la storia di quando Squiddi costruì un robot che cucinasse i Krabby Patty velocemente e gratis, in modo da sostituire SpongeBob. La spugna combatte allora contro la macchina, sconfiggendola, ma sviene per la fatica. Questo fa sembrare che sia morto dopo l'esplosione della macchina, ma in realtà il funerale è proprio per il gadget distrutto.

## La gara di ballo
SpongeBob e Patrick vengono selezionati per una gara di ballo, mentre Squiddi no. Quest'ultimo escogita un piano per vincere imbrogliando spudoratamente: entra nel corpo della spugna sostituendo alcune sue parti del corpo; i due, al momento della vittoria, vengono scoperti e squalificati. L'unico senza un partner, e che perciò vince, è Patrick, il quale si sta contorcendo per il dolore causato dai crampi, cosa che darà luogo all'epilogo finale.

## Il critico culinario
Un critico culinario arriva al Krusty Krab. Egli decanta con disprezzo l'ambiente del locale, ma rimane colpito dal carattere di SpongeBob; suggerisce pertanto di trasformare il Krusty Krab nel "Krusty Sponge". Tutti gli articoli firmati del ristorante sono ora a immagine e somiglianza di SpongeBob, persino gli hamburger (diventati gialli perché rancidi), che però, se mangiati, trasformano le persone in orrendi zombie gialli e a pois. Krab viene citato in giudizio per questo e, per non finir arrestato, concede al giudice tutti i giri che vuole sullo Sponge-trenino.

## La canzone di Patric
Patrick decide di scrivere una canzone. Dopo tante ore di pensieri, egli compone il brano e lo invia agli studi di registrazione, che lo masterizzano su disco. SpongeBob e Patrick ascoltano la canzone, che è così terribile da far sciogliere letteralmente la casa di SpongeBob. Quest'ultimo però giudica positivamente la canzone, così i due vanno agli studi radiofonici, con l'intento di farla trasmettere alla radio. Venendo buttati fuori, decidono di arrampicarsi sull'antenna, fissando in cima il giradischi con un chewing gum. Tutti a Bikini Bottom sentono quindi la canzone, ma la detestano a morte, al punto di inseguire SpongeBob e Patrick con torce e forconi. Dopo un breve inseguimento, la stella marina canta di nuovo la sua canzone e i due vengono presi a pallonate com'era successo a Patrick da ragazzo.

## L'invasione delle pulci
SpongeBob e Patrick danno il bentornato a Sandy, partita in precedenza per il Texas. Lei però ha preso le pulci, che si diffondono a macchia d'olio per tutta la cupola. Dopo vari tentativi per debellarle, Sandy apre la porta della cupola, finendo con far entrare all'interno tutta l'acqua dell'oceano.

## La ciambella della vergogna
Patrick si risveglia sul soffitto della casa di SpongeBob. A un certo punto egli prende la ciambella che la spugna, dormiente, ha in mano. Patrick comincia tuttavia a sentirsi in colpa per le sue azioni e nel frattempo SpongeBob arriva a casa sua per vedere la videocassetta della festa del giorno precedente. Dopo aver cercato in tutti i modi di nascondere il dolce, Patrick confessa tutto a SpongeBob, il quale però gli rivela che gli voleva dare la ciambella, essendo un regalo di compleanno.

## Una macchia ostinata
SpongeBob finisce il turno di notte, ma Mr. Krab gli fa notare che c'è ancora una macchia su un piatto. SpongeBob le prova tutte per rimuoverla, ma nulla da fare. Riesce infine a rimuoverla, con un ultra-potente gadget, distruggendo però involontariamente il Krusty Krab.

## Il gas della giovinezza
Plankton viene sconfitto di nuovo da Mr. Krab. Gli viene in mente pertanto di trasformarlo in un neonato in fasce con un gas di sua invenzione, in modo da renderlo innocuo, mentre lui ruba la formula. Ciò però non funziona come sperato e, alla fine, lo stesso Plankton ritorna neonato.

## Cucina francese
Mr. Krab accetta un programma di scambio cuochi, quindi SpongeBob finisce nella cucina di un ristorante francese di lusso. All'inizio non si trova bene, dato che inspiegabilmente, mentre cucina, continuano a uscire Krabby Patty anche dalle uova o dal cibo che mette in forno, ma essi hanno poi un grande successo. Nel frattempo, al Krusty Krab arriva un burbero e snob cuoco francese, Monsieur Le Schnook, che si rifiuta di cucinare finché non vengono soddisfatte le sue pretese di ingredienti costosi e sofisticati, posate e mobili di lusso. Le richieste del cuoco hanno costi elevati, causando molti debiti a Mr. Krab, che rischia la chiusura del locale. Quando il programma di scambio finisce, il granchio si ritrova con un'altra bolletta da pagare mentre le sue cose, sia a casa sua che al Krusty Krab, vengono pignorate. Mentre Mr. Krab scoppia in lacrime per la disperazione, SpongeBob torna con i clienti del ristorante francese e tutto ritorna alla normalità.

## L'amuleto di Atlantide
SpongeBob e Patrick trovano in una caverna un pezzo di un grosso medaglione con inciso la lettera "A" e lo portano al museo di Bikini Bottom dove, assieme all'altra metà, vengono a sapere che si tratta dell'amuleto che permette di andare ad Atlantide, leggendaria città perduta. SpongeBob, Patrick, Squiddi, Sandy, Mr. Krab e Plankton raggiungono la città perduta a bordo di un bus che va con la musica. Arrivato sul posto, il gruppo viene accolto dal re di Atlantide, che fa da guida in una visita della città. Più tardi, mentre Squiddi si diverte a dipingere quadri, Sandy a brevettare invenzioni e Krab nella stanza del denaro, SpongeBob e Patrick scattano una foto alla "leggendaria bolla che mai scoppiò", facendola esplodere, ma si rivela essere un doppione per preservare quella originale. Tuttavia, quando Patrick scatta una foto alla bolla originale, essa esplode, fatto per cui vengono inseguiti dalle guardie del castello. In quel momento Plankton, che cerca di controllare le armi di Atlantide per rubare la formula dei Krabby Patty, spara agli altri da un carro armato, ma dal cannone del veicolo fuoriesce gustoso gelato, anziché palle di cannone, a causa di un errore che aveva colpito le invenzioni. Il re decide di usare Plankton per rimpiazzare la bolla scoppiata e, dopo aver fatto salire SpongeBob e gli altri sul bus, ordina a una guardia di gettare l'amuleto nella spazzatura, per evitare ulteriori visitatori. Il gruppo torna quindi a Bikini Bottom. L'unico contento è SpongeBob; gli altri invece vorrebbero rimanere ad Atlantide, dove però non potranno mai più ritornare.
Nel mentre Patchy il pirata si perde nel deserto, ma viene rivelato che in realtà un piccolo alieno aveva rimpicciolito la città di Encino con il suo raggio. Il buffo bucaniere vuole che la città torni come prima e viene accontentato, soltanto che Potty il pappagallo è diventato troppo grosso.

## Il giorno della foto
Per il giorno della foto alla scuola guida, SpongeBob ci tiene a essere perfettamente pulito, però continua a venire sporcato. Il fotografo infine lo ripulisce e gli mette una dentiera per farlo sorridere. 

## Patric non paga
Patrick arriva al Krusty Krab e divora una gran quantità di Krabby Patty. Non avendo abbastanza soldi per pagare il conto, Mr. Krab gli affibbia una serie di mestieri, che Patrick fallisce uno dopo l'altro, finendo per triturare il sacco dei soldi di Krab, credendo contenesse spazzatura, e distruggere il Krusty Krab.

## Un terribile cugino
SpongeBob riceve una lettera da BlackJack, un suo cugino che lo prendeva sempre a botte da bambino (egli era mastodontico anche da piccolo) e gli diceva che era "piccolo e insignificante". SpongeBob è terrorizzato conoscendo i tremendi precedenti del cugino e crede che il gaglioffo abbia fatto del male ai suoi parenti e abbia intenzione di far del male ai suoi genitori, i quali hanno organizzato a BlackJack una festa di bentornato. Però alla fine si scopre che BlackJack si è rimpicciolito e che, prendendo a pugni i piedi di SpongeBob, finisce per fargli solamente il solletico.

## L'occhio nero
SpongeBob si procura un occhio nero per via di un incidente domestico. Vergognandosi di raccontare la cosa, decide di inventare una storia fantastica basandosi su un sogno fatto quella notte, in cui affrontava un enorme fuorilegge, Jack M. Crazyfish. E nemmeno farlo apposta, proprio lui arriva al Krusty Krab. A questo punto SpongeBob decide di raccontare la verità simulando l'incidente, procurandosi però un secondo occhio nero.

## La pubblicità
Il Krusty Krab assume i due noti supereroi Waterman & Supervista come testimonial del locale. Plankton, per invidia, lava letteralmente il cervello ai due con uno shampoo e li controlla a loro piacimento, inducendoli a dire che i Krabby Patty sono cattivi e che è meglio il cibo del Chum Bucket. Tutti vanno al Chum Bucket, ma SpongeBob interviene e i due ritornano alla normalità. Tutti ritornano quindi al Krusty Krab, con grande costernazione di Plankton.

## La colonia estiva
SpongeBob e Patrick dovrebbero partire per un campeggio estivo, ma prendendo la nave sbagliata si ritrovano invece in una vera e propria Alcatraz sottomarina: Isola Inferno. I due non sospettano nemmeno lontanamente dove sono e che i prigionieri utilizzeranno il loro spettacolo serale come pretesto per battersela. Arriva infine il capovillaggio dell'altro campeggio, venuto a portare SpongeBob e Patrick, che però finiranno col preferire Isola Inferno.

## Lotta per la sopravvivenza
Sandy sta per andare in un campeggio da veri duri, proibendo categoricamente a SpongeBob e Patrick di venire. I due però si introducono di nascosto nel suo camioncino, però ne cadono fuori e trovano rifugio in una caverna dove incontrano un vecchio eremita che dice loro che non potranno ritornare indietro. I due, impazzendo di fame, e per sopravvivere poiché "o sei la preda o il predatore", tentano di divorarsi a vicenda. Sandy infine si rivela essere il vecchio eremita, rivelando che fin dal principio li aveva messi alla prova. I due, ancora affamati, prendono a inseguirla.

## SpongeBob la peste del West
SpongeBob vorrebbe conoscere un proprio avo del passato. Lui e Sandy in biblioteca scoprono dunque di SpongeBuck, un suo avo del Far West, che ai tempi dei pionieri raggiunse la città di "Dead Eye Gulch", corrispondente all'attuale Bikini Bottom e sotto il dominio del predecessore di Plankton, Dead Eye. Arrivato alla "Krusty Kantina", un saloon corrispondente all'attuale Krusty Krab, SpongeBuck per un equivoco divenne sceriffo. Poco dopo Dead Eye arrivò nel locale e sfidò il nuovo sceriffo in un duello, a mezzogiorno. SpongeBuck all'inizio fu terrorizzato e fuggì dalla città, ma poco dopo incontrò l'antenato di Patrick, che lo convinse ad affrontare il cattivo. A mezzogiorno, SpongeBuck riuscì a sconfiggere Dead Eye calpestandolo e poco dopo venne costruita una statua in onore dello sceriffo. Uscito dalla biblioteca, SpongeBob vede una statua piena di escrementi di meduse (simile al guano dei piccioni) e, ripulendola, scopre che è proprio la statua dedicata al suo avo del West.

## 20.000 panini sotto i mari
SpongeBob e Patrick trovano un sottomarino e, dietro suggerimento di Mr. Krab, lo usano per consegnare Krabby Patty alla gente. Sprofondano però in un abisso dove un gigantesco mostro chiede loro Krabby Patty in continuazione. Nel frattempo Plankton vuole sabotare i loro affari, ma viene sconfitto quando, sporcatosi tutto, il mostro lo scambia per un salame di cioccolato e lo insegue affamato.

## Viva l'amicizia
SpongeBob e Patrick vengono coinvolti in una battaglia, perché Patrick ama sporcarsi e SpongeBob invece adora il pulito. A fine battaglia SpongeBob si ritroverà sporco, mentre Patrick lucido come uno specchio. I due combattenti capiscono così che la guerra è inutile e che l'amicizia vince su tutto.

## Fuga da Bikini Bottom
SpongeBob vuole trascorrere la giornata con i suoi amici, ma finisce per farli arrabbiare a causa di una serie di pasticci accidentali. Credendo che Gary, Patrick, Squiddi, Sandy e Mr. Krab non gli vogliano più bene, SpongeBob scappa di casa e lascia Bikini Bottom per sempre, ma finisce per sbattere la testa dopo essere caduto in un burrone e perdere la memoria. Quella sera Patrick e Sandy scoprono la lettera dell'amico e, pentendosi di come si erano comportati con lui, vanno al Krusty Krab per annunciare la cattiva notizia a Mr. Krab e Squiddi. Tristi per la scomparsa dell'amico, Patrick, Sandy e Mr. Krab decidono di andare a cercarlo per portarlo a casa e chiedergli scusa per essere stati troppo duri. Squiddi non vuole farlo e, per convincerlo a cooperare, Mr. Krab decide di offrirgli un uovo ingioiellato. SpongeBob intanto crede di chiamarsi "Testa di formaggio panta marroni" e decide di visitare la città di New Kelp, vicina al luogo in cui ha perso la memoria. Qui decide di trovarsi un lavoro, ma nessuno lo assume, in quanto fa uso di bolle di sapone, azione troppo temuta dalla città. A New Kelp infatti è stato proibito di fare bolle di sapone perché fanno male agli occhi quando vengono scoppiate, in particolare dai "Ragazzi scoppiatori di bolle di sapone", una banda di teppisti temuti dai cittadini che aggrediscono chi fa bolle di sapone, e che il sindaco non è mai riuscito a tenere sotto controllo. Il ragazzo-spugna si ritroverà a vedersela con loro e, dopo aver rinchiuso i criminali in una bolla, viene acclamato dalla popolazione venendo nominato sindaco. Mr. Krab, Sandy, Patrick e Squiddi riescono a ritrovare SpongeBob e lo riportano al Krusty Krab per fargli ritornare la memoria; ci riesce Squiddi rompendo l'uovo in testa a SpongeBob. Quest'ultimo, dopo aver sentito che New Kelp gli ha tenuto causa per la sua politica di fare bolle di sapone, ritorna alla sua solita vita quotidiana promettendo di restare a Bikini Bottom per sempre.

## I due volti di Squiddi
Squiddi, dopo aver preso da SpongeBob una porta in faccia, diventa bellissimo, solo che gli ammiratori del "super-fusto" si rivelano anche troppo invadenti. Squiddi, per riavere la propria intimità, chiede a SpongeBob di dargli ancora la porta in faccia in modo che ritorni il poco attraente Squiddi di prima, e così accade, cosa che fa deludere gli abitanti. Mr. Krab però vuole che Squiddi ritorni bello, al solito per gola di profitto.

## La canzone delle meduse
A Bikini Bottom tira un forte vento, che, entrando nei pori di SpongeBob, produce una melodia che attira le meduse. La situazione impedisce a SpongeBob di andare al lavoro, costringendolo a rifugiarsi in una grotta. Qui SpongeBob, barbuto come Robinson Crusoe, costruisce delle statue in pietra a sua somiglianza che riproducono la musica che attira le meduse. Il piano funziona, così il protagonista si precipita al Krusty Krab, ma scopre inorridito che è stato sepolto nella sabbia dal forte vento. 3000 anni dopo, le statue di pietra a somiglianza di SpongeBob sono ancora lì, visitate e studiate da alcuni extraterrestri.

## Il Krasti Krab clandestino
Un comitato di altezzose e anziane donne ispeziona il Krusty Krab. Vedendo SpongeBob ballare intonando una canzone di lode al Krabby Patty, concludono che tale panino sia pericoloso poiché "esalta chi lo mangia", e perciò viene dichiarato fuorilegge. SpongeBob ne allestisce però uno clandestino a casa sua, ma Plankton fa la spia e vengono scoperti. Quando però l'anziana presidentessa assaggia un Krabby Patty, cambia idea sentendosi rinata. Plankton viene quindi sconfitto e, trovandosi nel Krabby Patty, viene inghiottito inconsapevolmente dalla vecchia.

## Il cugino Stanley
SpongeBob riceve la visita del cugino Stanley, il quale ha fama di imbranato e di distruggere tutto ciò che tocca. Pensa di farlo assumere al Krusty Krab, ma continua a inguaiarlo e a distruggergli gli oggetti personali. Frustrato, SpongeBob lo sgrida pesantemente, però Mr. Krab lo fa assumere al Chum Bucket, in modo da farglielo distruggere.

### Esplicative
1. ↑  Nelle trasmissioni su Italia 1 l'episodio era diviso in due parti, con la seconda intitolata "Kid-Plankton contro Kid-Kreb!".
2. ↑  Nelle trasmissioni su Italia 1 l'episodio era diviso in quattro parti, con la seconda intitolata "A spasso per la città scomparsa", la terza "La mitica bolla" e la quarta "Il nuovo amuleto".
3. ↑  Nelle trasmissioni su Italia 1 l'episodio era diviso in due parti, con la seconda intitolata "La resa dei conti".
4. ↑  Nelle trasmissioni su Italia 1 l'episodio era diviso in due parti, con la seconda intitolata "SpongeBob sindaco".

### Fonti
1. ↑   Spongebob: arriva la quinta stagione su Italia 1, su tvblog.it, 17 marzo 2008. URL consultato il 25 aprile 2024.
2. ↑   I cartoni animati su ITALIA 1 Mercoledì 19/03/2008, su Cartoni Online. URL consultato il 25 aprile 2024 (archiviato dall'url originale il 22 marzo 2008).
3. ↑   I cartoni animati su ITALIA 1 Giovedì 20/03/2008, su Cartoni Online. URL consultato il 25 aprile 2024 (archiviato dall'url originale il 22 marzo 2008).
4. ↑   I cartoni animati su ITALIA 1 Venerdì 21/03/2008, su Cartoni Online. URL consultato il 25 aprile 2024 (archiviato dall'url originale il 22 marzo 2008).
5. ↑   PROGRAMMI DI MARTEDÌ 25 MARZO 2008, su Mediaset. URL consultato il 25 aprile 2024 (archiviato dall'url originale il 25 marzo 2008).
6. ↑   I cartoni animati su ITALIA 1 Lunedì 19/05/2008, su Cartoni Online. URL consultato il 25 aprile 2024 (archiviato dall'url originale il 14 maggio 2008).
7. ↑   I cartoni animati su ITALIA 1 Martedì 20/05/2008, su Cartoni Online. URL consultato il 25 aprile 2024 (archiviato dall'url originale il 17 maggio 2008).
8. ↑   I cartoni animati su ITALIA 1 Mercoledì 21/05/2008, su Cartoni Online. URL consultato il 25 aprile 2024 (archiviato dall'url originale il 17 maggio 2008).
9. ↑   I cartoni animati su ITALIA 1 Giovedì 22/05/2008, su Cartoni Online. URL consultato il 25 aprile 2024 (archiviato dall'url originale il 17 maggio 2008).
10. ↑   I cartoni animati su ITALIA 1 Venerdì 23/05/2008, su Cartoni Online. URL consultato il 25 aprile 2024 (archiviato dall'url originale il 17 maggio 2008).
11. ↑   PROGRAMMI DI LUNEDÌ 26 MAGGIO 2008, su Mediaset. URL consultato il 25 aprile 2024 (archiviato dall'url originale il 26 maggio 2008).
12. ↑   PROGRAMMI DI MERCOLEDÌ 28 MAGGIO 2008, su Mediaset. URL consultato il 25 aprile 2024 (archiviato dall'url originale il 28 maggio 2008).
13. ↑   I cartoni animati su ITALIA 1 Mercoledì 04/06/2008, su Cartoni Online. URL consultato il 25 aprile 2024 (archiviato dall'url originale il 20 giugno 2008).
14. ↑   I cartoni animati su ITALIA 1 Giovedì 05/06/2008, su Cartoni Online. URL consultato il 25 aprile 2024 (archiviato dall'url originale il 16 giugno 2008).
15. ↑   I cartoni animati su ITALIA 1 Venerdì 06/06/2008, su Cartoni Online. URL consultato il 25 aprile 2024 (archiviato dall'url originale il 12 giugno 2008).
16. ↑   PROGRAMMI DI LUNEDÌ 9 GIUGNO 2008, su Mediaset. URL consultato il 25 aprile 2024 (archiviato dall'url originale il 9 giugno 2008).
17. ↑   PROGRAMMI DI MERCOLEDÌ 11 GIUGNO 2008, su Mediaset. URL consultato il 25 aprile 2024 (archiviato dall'url originale l'11 giugno 2008).
18. ↑   PROGRAMMI DI GIOVEDÌ 12 FEBBRAIO 2009, su Mediaset. URL consultato il 25 aprile 2024 (archiviato dall'url originale il 12 febbraio 2009).
19. ↑   PROGRAMMI DI MARTEDÌ 17 GIUGNO 2008, su Mediaset. URL consultato il 25 aprile 2024 (archiviato dall'url originale il 17 giugno 2008).
20. ↑   PROGRAMMI DI MERCOLEDÌ 18 GIUGNO 2008, su Mediaset. URL consultato il 25 aprile 2024 (archiviato dall'url originale il 18 giugno 2008).
21. ↑   PROGRAMMI DI VENERDÌ 30 MAGGIO 2008, su Mediaset. URL consultato il 25 aprile 2024 (archiviato dall'url originale il 30 maggio 2008).
22. ↑   I cartoni animati su ITALIA 1 Martedì 03/06/2008, su Cartoni Online. URL consultato il 25 aprile 2024 (archiviato dall'url originale il 16 giugno 2008).
23. ↑   I cartoni animati su ITALIA 1 Giovedì 26/06/2008, su Cartoni Online. URL consultato il 25 aprile 2024 (archiviato dall'url originale il 1º luglio 2008).
24. ↑   I cartoni animati su ITALIA 1 Venerdì 27/06/2008, su Cartoni Online. URL consultato il 25 aprile 2024 (archiviato dall'url originale il 1º luglio 2008).